# Галвестонский ураган (1900)
Галвесто́нский урага́н — ураган, обрушившийся на город Галвестон, Техас 8 сентября 1900 года. Скорость ветра, по оценке, составляла 230 км/ч, что соответствует 4 категории по шкале ураганов Саффира — Симпсона.
Ураган унёс жизни от 6 до 12 тыс. человек, официальные источники сходятся на цифре в 8 тысяч. Таким образом, этот ураган является третьим по числу жертв среди североатлантических тропических циклонов (после Великого урагана 1780 года и урагана Митч 1998 года). Галвестонский ураган 1900 года до настоящего времени является самым смертоносным стихийным бедствием в истории США. Жертвами второго по списку урагана Окичоби 1928 года стали 6 тысяч человек, а один из самых страшных ураганов последних лет — Катрина — унёс жизни примерно 1800 человек.
Ураган возник до того, как тропические штормы стали официально называть именами, поэтому он имеет несколько названий. Как правило, его именуют Галвестонский ураган 1900 года, Великий Галвестонский ураган или, особенно в старых документах, Галвестонское наводнение. Местные жители Галвестона называли его Великий шторм или Шторм 1900 года.

## Метеорологическая история
Место появления урагана не установлено, поскольку возможность наблюдений в конце XIX века была ограниченной. Сообщения с кораблей были единственным надёжным инструментом наблюдения за ураганами в море, причём, поскольку радиотелеграф только появлялся, эти сообщения становились доступными лишь по приходе корабля в порт. Предполагается, что шторм 1900 года, как и многие мощные атлантические ураганы, начался как ураган типа Кабо-Верде — тропическая волна, двигающаяся от западного берега Африки. Первое зафиксированное наблюдение предвестника урагана произошло 27 августа на расстоянии примерно 1600 км к востоку от Наветренных островов, где корабль попал в область «неспокойной погоды». Шторм прошёл над Малыми Антильскими островами 30 августа, вероятно как тропическая депрессия, что следует из показаний атмосферного давления на острове Антигуа.
Через три дня над Антигуа разразилась сильнейшая гроза, после чего наступила жаркая и влажная спокойная погода, что часто происходит после прохода тропического циклона. К 1 сентября наблюдатели погодного бюро США сообщали о «шторме средней интенсивности (не урагане)» к юго-востоку от Кубы. Двигаясь на запад, шторм вышел на сушу в юго-западной части Кубы 3 сентября, вызвав сильные дожди. К 5 сентября он сместился во Флоридский пролив и уже набрал силу урагана.
К 6 сентября ураган сместился севернее города Ки-Уэст, а ранним утром пятницы, 7 сентября, погодное бюро Нового Орлеана сообщило о серьёзных разрушениях вдоль побережья штатов Луизиана и Миссисипи. Детальная информация о непогоде отсутствовала, так как связь из-за повреждений телеграфных линий была ограниченной. Центральный офис Погодного бюро в Вашингтоне объявил штормовое предупреждение от города Пенсакола до Галвестона. К середине 7-го числа на Мексиканском заливе наблюдалось сильное волнение с юго-востока, а тучи на всех высотах начали надвигаться с северо-востока. Оба эти признака свидетельствуют о приближающемся с востока урагане. Погодное бюро Галвестона подняло флаг с двумя квадратами, что означало объявление ураганного предупреждения. В 13 часов того дня, после выхода из порта Нового Орлеана, судно «Louisiana» попало в ураган, причём капитан оценил скорость ветра в 160 км/ч. Данный показатель соответствует урагану второй категории по современной шкале Саффира — Симпсона.
В первой половине субботы (8 сентября) поднялся устойчивый северо-восточный ветер. К 17 часам галвестонское погодное бюро фиксировало постоянный ветер ураганной силы. В ту ночь направление ветра сменилось на восточное и затем на юго-восточное, так как глаз бури начал проходить над островом к западу от города. К 23 часам ветер сменился на южный и стал спадать. Утро воскресенья приветствовало выживших голубым небом и бризом скоростью 30 км/ч со стороны залива. Буря ушла в Оклахому, затем прошла над Великими озёрами (в Милуоки скорость ветра была ещё 60 км/ч) и 12 сентября прошла севернее города Галифакс (Новая Шотландия). Оттуда непогода ушла в Северную Атлантику, где пропала из области наблюдения, предварительно потрепав рыболовецкий флот у берегов канадской провинции Ньюфаундленд и Лабрадор.

## Историческая справка
В конце XIX века Галвестон был процветающим городом с населением 42 тысячи человек. Его положение в естественной гавани Галвестонской бухты Мексиканского залива сделало его центром торговли и крупнейшим городом в Техасе.
За четверть века до Галвестонского урагана город Индианола, стоящий в расположенной неподалёку бухте Матагорда, также переживал период расцвета и был вторым по величине портом Техаса после Галвестона. Затем в 1875 году мощный ураган почти уничтожил город. Индианола была восстановлена, но второй ураган в 1886 году заставил жителей покинуть город. Многие галвестонцы восприняли разрушение Индианолы как урок того, какой ущерб могут причинить ураганы. Располагался Галвестон на низком и плоском острове, размером немного более чем крупная коса, поэтому было выдвинуто предложение соорудить волноотбойные стенки для защиты города, но оно было отклонено большинством населения и руководством города.
С момента его официального основания в 1839 году Галвестон испытывал на себе несколько ударов стихии, которые переносил практически без потерь. Его жители верили, что будущие бури не будут страшнее прошедших Для того, чтобы предоставить официальное метеорологическое заключение по вопросу ураганов, директор Галвестонского отделения Погодного бюро Исаак Клайн написал для газеты «Galveston Daily News» статью, в которой обосновывал не только ненужность защитной стенки для города, но и невозможность того, что достаточно мощный ураган обрушится на остров. Волноотбойная стена построена не была, а действия по развитию острова увеличили его уязвимость штормам. Песчаные дюны вдоль берега были скопаны для заполнения понижений городского рельефа, что уничтожило существовавший небольшой защитный барьер от Мексиканского залива.

## Подготовка
4 сентября галвестонское отделение Погодного бюро США начало получать предупреждения из центрального офиса в Вашингтоне, что «тропический шторм» прошёл над Кубой на север. Специалисты бюро не могли знать где находился шторм и куда он направлялся. Употребление терминов «торнадо» или «ураган» в то время не приветствовалось, поскольку могло вызвать панику населения в случае непогоды. Погода над Мексиканским заливом была безоблачной в течение нескольких недель, температура воды была высокой. Условия высокой влажности были благоприятны для превращения за несколько дней тропического шторма в ураган с последующим его усилением.
Составлявшие прогноз специалисты Погодного бюро полагали, что шторм пойдёт на северо-восток и затронет середину атлантического побережья страны. «Им казалось, что буря начала поворачивать и пройдёт через Флориду, затем далее на северо-восток и, наконец, уйдёт в Атлантику.» Кубинские метеорологи придерживались другой точки зрения и утверждали, что ураган продолжит двигаться на запад, причём один из них спрогнозировал движение урагана в сторону Сан-Антонио (центральный Техас). Утром 5 сентября из-за относительно спокойной погоды мало людей услышало предупреждение — лишь некоторые эвакуировались через мосты, связывающие Галвестон с материком, когда большая часть населения не придавала начавшим сгущаться тучам большого значения.
Исаак Клайн утверждал, что он собственнолично проехал по берегу и другим низменным областям, предупреждая людей о надвигающейся буре. Эта информация основана на отчёте самого Клайна и в последние годы подвергалась сомнению, поскольку никто из выживших не подтвердил её. Роль Клайна в трагедии вызывает вопросы. Одни подчёркивают то, что Клайн объявил штормовое предупреждение без разрешения центрального офиса Погодного бюро, другие указывают на его решение не строить защитной стены.

## Удар стихии

### Галвестон
На момент урагана высочайшая точка Галвестона находилась всего в 2,7 м над уровнем моря. Ураган вызвал штормовой нагон высотой более 4,6 м, который затопил весь остров. Волны вырвали здания из фундамента и разбили их в щепки. Было уничтожено более 3,6 тысяч домов, и у берега возвышалась гора из обломков. Те немногие здания, которые выстояли, располагаются в районе Странд и на сегодняшний день являются туристическими достопримечательностями.
Максимальная зафиксированная скорость ветра составила 160 км/ч, но анемометр погодного бюро был сдут со здания вскоре после этого измерения. Глаз бури прошёл над городом примерно в 8 часов вечера. Оценка максимальной скорости ветра составила 190 км/ч, хотя более поздний анализ присвоил урагану 4 категорию по шкале ураганов Саффира — Симпсона. Давление достигло минимума в 723,4 мм рт. ст. (964,4 гПа) — это было так мало в то время, что считалось ошибкой. По более поздним оценкам давление в центре бури составляло 698,2 мм рт. ст. (930,9 гПа), но эта величина была впоследствии поправлена до официальных 701,8 мм рт. ст. (935,7 гПа).
По причине разрушившихся мостов на материк и телеграфных линий связи с городом не было. В 11 часов утра 9 сентября один из сохранившихся кораблей с галвестонской пристани, «Pherabe», доплыл до города Тексас-Сити, который располагался на западной стороне Галвестонской бухты. На нём было шесть человек, которые по прибытии на телеграфную станцию в Хьюстоне в 3 ночи 10 сентября передали короткое сообщение губернатору Техаса Джозефу Сэйерсу и президенту США Уильяму Мак-Кинли: «Мне было поручено мэром и Гражданским комитетом Галвестона проинформировать вас, что город Галвестон разрушен». Посланники сообщили об оценке в 500 погибших; на тот момент это было воспринято как преувеличение.
Жители Хьюстона знали о прошедшей буре и приготовились оказывать помощь. Почти немедленно по железной дороге и морю к острову были отправлены рабочие. Перед спасателями предстал полностью разрушенный город. Предполагается, что 8 тысяч человек — 20 % населения острова — стали жертвой стихии. Оценки числа погибших разнятся от 6 до 12 тысяч. Большинство людей утонуло или было раздавлено обломками своих домов. Многие пережили сам шторм, но умерли после нескольких дней пребывания под развалинами. Спасатели слышали крики из-под завалов и вытаскивали кого могли. Около 30 тысяч человек остались без крова.
Из-за большого числа погибших было решено захоронить тела в море, однако течения прибивали тела обратно к берегу. В результате тела сжигались на погребальных кострах в течение нескольких недель после урагана. Власти выдавали бесплатный виски рабочим, которым приходилось бросать в костёр тела членов своих семей.

### Другие жертвы
8 сентября на полуострове Боливар поезд из Бомонта с 95 пассажирами ждал парома, который должен был перевезти его на остров. Когда паром доплыл до Галвестона, капитан не смог пришвартовать судно из-за волнения. Поезд попытался вернуться назад, но был заблокирован поднимающейся водой. Десять человек из бомонтского поезда добрались до маяка Пойнт-Боливар, в котором уже укрывались 200 жителей Порт-Боливара. Оставшиеся в поезде 85 пассажиров погибли в результате штормового прилива.

### Нью-Йорк
12 сентября 1900 года буря достигла Нью-Йорка; скорость ветра достигала 105 км/ч. Газета The New York Times сообщала о затруднении движения пешеходов и связывала один смертельный случай с ураганом — информационный знак из-за ветра упал на 23-летнего мужчину и пробил ему голову. Навесы и вывески на многих строениях были повреждены, а брезентовая кровля штаба пожарной охраны была сорвана. Также сообщалось о сильном волнении в Нью-Йоркской бухте и сложностях в навигации по реке Гудзон. В Бруклине сообщалось о вырванных с корнем деревьях.

## Последствия

### Восстановление
Для выживших галвестонцев на берегу установили армейские палатки, которых было так много, что наблюдатели прозвали это поселение «Белый город на пляже». Некоторые из жителей соорудили хижины из материалов, оставшихся от прежних строений. 12 сентября в Галвестон пришла первая после урагана почта. На следующий день было восстановлено снабжение водой, а Western Union начала предлагать телеграфные услуги. Спустя три недели из порта вновь начали отправлять хлопок.
До урагана 1900 года Галвестон считался красивым и престижным городом; его называли «западный остров Эллис и юго-западная Уолл-стрит». Однако после урагана основное развитие перенеслось на север, к Хьюстону, который переживал нефтяной бум. Расширение Хьюстонского канала в 1909 и 1914 годах положило конец мечтам Галвестона возвратить себе былое величие.

### Защитные сооружения
Для предотвращения возможных последствий подобных ураганов на острове было сделано множество усовершенствований. В 1902 году было начато строительство галвестонской волноотбойной стенки длиной 4,8 км и высотой 5 м. Всепогодный мост заменил разрушенные ураганом мосты на континент. Наибольшая работа была проделана при поднятии города. Песок от дноуглубительных работ был использован для увеличения высоты города на 5,2 м относительно прежнего состояния. В процессе было поднято более 2,1 тысяч строений, включая трёхтысячетонную церковь Св. Патрика. Защитная стена и наращивание высоты острова в 2001 году были названы Американским обществом гражданских инженеров национальной исторической достопримечательностью.
В 1915 году Галвестон подвергся удару похожего по силе и траектории урагану. Галвестонский ураган 1915 года вызвал штормовой нагон высотой 4 м. Хотя в результате стихии на острове Галвестон погибло 53 человека, это было значительным улучшением в сравнении с 1900 годом.

### Память
Последний известный выживший в Галвестонском урагане 1900 года, миссис Мод Коник умерла 14 ноября 2004 года в заявленном возрасте 116 лет (данные переписи указывают на меньший возраст).
В историческом порту Галвестона на пирсе 21 работает музей «Texas Seaport Museum» В нём в числе прочего показывается документальный фильм под названием «Великий шторм».